# 針對印尼華人的法規
針對印尼华人的法規是通过印尼政府颁布的一系列法律、指令或宪法来实施的，这些法律、指令或宪法影响了印尼独立以来印尼华人或居住在印尼的中国公民的生活。这些法律是针对印尼华人制定的。这些法律大部分在阿卜杜拉赫曼·瓦希德总统领导下的改革時期被废除。

## 堡壘計劃
20世纪50年代初，印度尼西亚政府实施了Benteng计划（堡垒计划），根据该计划，只有印度尼西亚原住民（pribumi）才被允许获得进口某些物品的许可证。 这条规定催生了“Ali Baba”一词，指的是華人商人与与政府官僚机构有联系的印尼本土人之间的非法合作。

## 1959年第10號總統令
1959年第10號總統令禁止具有外國國籍的人士在农村地区提供零售服务。在国有化方面，
1959年第10號總統令规定，外国籍零售商必须在“ibukota kabupaten”之外关闭，外商只能居住在房產中，不允许进行商业活动。外国公民最晚必须在1960年1月1日关闭其业务，并将所有资产交给合作社。這條歧视性的规则也被认为是為了维持分而治之政治。
1959年第10號總統令中规定的制裁只是没收财产（所有物品都必须交给合作社）、罚款和强制搬迁，但实际上，也有一些罪犯被处决（西爪哇的Cimahi和Cibadak ）。在其执行过程中，中國籍人士、阿拉伯人和荷蘭人成为特别目标，为本國企业提供更有利的市场。尽管该规定仅提到只有“外国公民”才能进行搬迁和关闭业务，但该法律不僅影响了许多中国公民也影響了一些印尼华人。

## 1966年第127号内阁主席团决定
“1966年第127号内阁主席团决定”建议印度尼西亚华人采用印尼化的名字。它被认为是印度尼西亚同化工作的一部分 。不少印尼华人对此表示不满，因为这迫使他们失去传统中文姓氏。
然而，許多印尼華人将自己的中文名字并入新的印尼名字中，在一定程度上阻碍了政府的努力。例如，华人姓氏“陳”很容易嵌入印尼名字“Sutanto”中。

## 1967年第14号总统指令
关于华人宗教、信仰和传统的“1967年第14号总统指令”实际上禁止了印尼的任何華語文学和文化，包括禁止使用汉字。尽管没有明确提及中文名字，但强烈建议“新入籍”的印尼华人采用非中文名字。這條指令已經由前总统瓦希德在《2000年第6号印度尼西亚共和国总统令》中废除；前总统梅加瓦蒂在《2002年第19号印度尼西亚共和国总统令》中支援，宣布农历新年为国定假日。

## Ampera內閣主席团1967年第6号通知
Ampera內閣主席团1967年第6号通知强制使用“ Cina”一词来取代“Tionghoa”和“Tiongkok”。

## 其他
此外，临时人民协商会议1966年第32号决议（TAP MPRS第32/1966号），有效禁止报纸和杂志使用汉字。孔教作为印尼六大官方宗教之一的地位被取消，1978年，内政部长发布指令，规定只有五种宗教，不包括孔教。内政部关于实施人口登记指令的第 X01/1977 号指令和雅加达當局1980年1月28日的机密指令第3.462/1.755.6号，均授权国民身份证上有特殊代码以表明华裔血统，代码为A01。内政部第455.2-360/1988号《庙宇规管》，有效且严格地限制建造或修缮华人庙宇。但在中药处方中使用中文并没有被禁止，因为在“印尼自然疗法协会”向印尼总检察长游说后，与此案相关的法律诉讼已暂停。
在非印尼籍的華僑方面，第37/U/IN/6/1967号内阁主席团指示，禁止向中国新移民及其妻子或子女提供进一步的居留或工作许可；冻结“外国人”在印度尼西亚筹集的任何资金；关闭除外交使团及其家属之外的“外国”学校；要求任何公立学校的印尼学生人数必须占多数，并与“外国人”的比例保持一致；并将“中国问题”的落实由政治事务部长负责。